# Sacha Dhawan
Sacha Dhawan (Bramhall, 1 de maio de 1984) é um ator britânico de ascendência indiana. Ele tem atuado no teatro, no cinema, na televisão e no rádio.

## Filmografia

### Filmes
| Ano  | Título                     | Papel            | Notas          |
| ---- | -------------------------- | ---------------- | -------------- |
| 2006 | The History Boys           | Akthar           | Longa-metragem |
| 2008 | Forgive                    | Rajesh           | Curta-metragem |
| 2010 | Splintered                 | Sam              | Longa-metragem |
| 2012 | Girl Shaped Love Drug      | Him              | Longa-metragem |
| 2012 | The Mystery of Edwin Drood | Neville Landless | Longa-metragem |
| 2013 | After Earth                | Hesper Pilot     | Longa-metragem |
| 2015 | The Lady in the Van        | Doutor           | Longa-metragem |

### Televisão
| Ano       | Título                         | Papel             | Notas                                                                |
| --------- | ------------------------------ | ----------------- | -------------------------------------------------------------------- |
| 1997      | Out of Sight                   | Ali               | Série de TV, 20 episódios                                            |
| 1998      | City Central                   | Tony              | Série de TV, 1 episódio                                              |
| 1999      | The Last Train                 | Leo Nixon         | Série de TV, 6 episódios                                             |
| 2001      | Weirdsister College            | Azmat Madari      | Série de TV, 13 episódios                                            |
| 2003      | EastEnders: Perfectly Frank    | DC Wayne Atkins   | Filme para TV                                                        |
| 2006      | Bradford Riots                 | Karim             | Filme para TV                                                        |
| 2008      | Chuggington                    | Eddie             | Série de TV, 38 episódios, voz                                       |
| 2008      | Wired                          | Ben               | Série de TV, 3 episódios                                             |
| 2009      | Paradox                        | Jaz Roy           | Série de TV, 1 episódio                                              |
| 2010      | Outsourced                     | Manmeet           | Série de TV, 22 episódios                                            |
| 2010      | The Deep                       | Vincent           | Série de TV, 5 episódios                                             |
| 2010      | Five Days                      | Khalil Akram      | Série de TV, 4 episódios                                             |
| 2012      | Last Tango in Halifax          | Paul Jatri        | Série de TV, 1 episódio                                              |
| 2012      | Being Human                    | Pete              | Série de TV, 1 episódio                                              |
| 2012      | Welcome to India               | narrator          | Documentário para TV                                                 |
| 2013      | The Tractate Middoth           | William Garrett   | Filme para TV                                                        |
| 2013      | An Adventure in Space and Time | Waris Hussein     | Filme para TV                                                        |
| 2014      | Utopia                         | Paul              | Série de TV, 2 episódios                                             |
| 2014      | 24: Live Another Day           | Naveed Shabazz    | Série de TV, 4 episódios                                             |
| 2014      | In the Flesh                   | Amir              | Série de TV, 1 episódio                                              |
| 2014      | Line of Duty                   | Manish Prasad     | Série de TV, 3 episódios                                             |
| 2014      | In the Club                    | Dev               | Série de TV, 12 episódios                                            |
| 2014      | Mr Selfridge                   | Jimmy Dillon      | Série de TV, 9 episódios                                             |
| 2015      | No Offence                     | Majid Hassan      | Série de TV, 1 episódio                                              |
| 2015      | Bugsplat!                      | Mohammed Mohammed | Filme para TV                                                        |
| 2015      | Not Safe for Work              | Danny             | Série de TV, 6 episódios                                             |
| 2015      | The Interceptor                | Astin Ray         | Série de TV, 1 episódio                                              |
| 2017      | Sherlock                       | Ajay              | Série de TV, 1 episódio                                              |
| 2017      | Punho de Ferro                 | Davos             | Série de TV, 5 episódios na primeira temporada e regular na segunda. |
| 2017      | The Boy With the Topknot       | Sathnam Sanghera  | BBC                                                                  |
| 2020-2022 | Doctor Who                     | O Mestre          | 5 episódios                                                          |
| 2020      | Dracula                        | Dr.Sharma         | 1 episodio                                                           |

### Jogos eletrônicos
| Ano  | Título                                    | Papel                          | Notas                  |
| ---- | ----------------------------------------- | ------------------------------ | ---------------------- |
| 2010 | Gray Matter                               | Malik                          | Voz                    |
| 2012 | Warhammer Online: Wrath of Heroes         | Durrig                         | Voz                    |
| 2014 | Game of Thrones: A Telltale Games Series  | Gryff Whitehill                | Voz                    |
| 2017 | Mass Effect: Andromeda                    | Vozes Adicionais               | Voz                    |
| 2017 | Lego Marvel Super Heroes 2                | Steel Serpent                  | Voz                    |
| 2018 | Dragon Quest XI: Echoes of an Elusive Age | Prince Faris, vozes adicionais | Voz (versão em ingles) |

### Rádio e teatro
| Ano  | Título                         | Papel         | Notas                                                                           |
| ---- | ------------------------------ | ------------- | ------------------------------------------------------------------------------- |
| 1998 | Chocky                         | Matthew Gore  | rádio, BBC Radio 4                                                              |
| 2001 | East is East                   | Sajid         | teatro ao vivo, Haymarket Theatre, Leicester                                    |
| 2002 | The Witches                    | Garoto        | teatro ao vivo, Haymarket Theatre, Leicester                                    |
| 2004 | The History Boys               | Akthar        | teatro ao vivo, Lyttelton Theatre, Royal National Theatre, Londres              |
| 2006 | The History Boys               | Akthar        | teatro ao vivo, Broadhurst Theatre, Broadway                                    |
| 2006 | The History Boys               | Akthar        | teatro ao vivo, Sydney Theatre, Sydney                                          |
| 2006 | The History Boys               | Akthar        | teatro ao vivo, St James, Wellington                                            |
| 2006 | The History Boys               | Akthar        | teatro ao vivo, Lyric Theatre, Hong Kong Academy for Performing Arts, Hong Kong |
| 2007 | The Prospect                   | Hanif         | rádio, BBC Radio 4                                                              |
| 2007 | Pretend You Have Big Buildings | Danny         | teatro ao vivo, Royal Exchange Theatre, Manchester                              |
| 2007 | Borstal Boy                    |               | teatro ao vivo, Edinburgh Festival Fringe                                       |
| 2008 | Pornography                    |               | teatro ao vivo, Traverse Theatre, Edinburgh                                     |
| 2018 | Allelujah! de Alan Bennett     | Dr. Valentine | teatro ao vivo, Bridge Theatre                                                  |